# Залив Принцессы Шарлотты
Зали́в Принце́ссы Шарло́тты (англ. Princess Charlotte Bay) — залив в северо-восточной части Австралии, омывающий полуостров Кейп-Йорк в штате Квинсленд. Является частью Кораллового моря.
Залив находится примерно в 350 км к северо-западу от города Кэрнс. В его западной части расположены острова Флиндерс и мыс Мелвилл. Является частью Национального морского парка Грейт-Барриер-Риф, а также омывает берега Национального парка Лейкфилд.
В залив впадают реки Норманби, Бизант, Норт-Кеннеди и Морхед. В заливе и впадающих в него реках обитает редкий вид, по данным МСОП находящийся в угрожаемомом состоянии — обыкновенная серая акула, которая может достигать 2,5-3 м в длину.
Залив был открыт в 1815 году британским лейтенантом Чарльзом Джеффризом (англ. Charles Jeffreys), который назвал его в честь принцессы Шарлотты (англ. Princess Charlotte Augusta of Wales), единственной дочери Георга IV.